# Masyw Bihorski

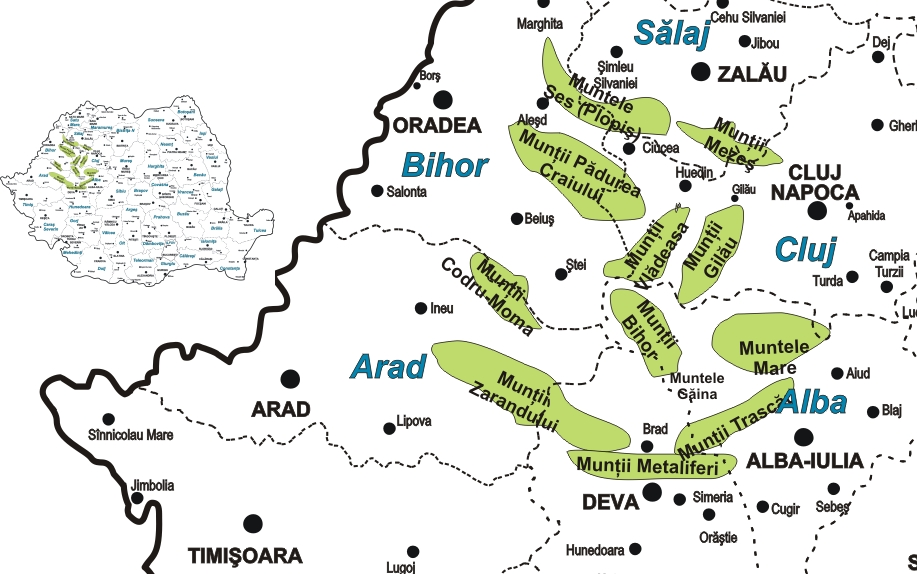
Główne pasma Gór Zachodniorumuńskich

Masyw Bihorski (542.1; rum. Munții Bihor; Masivul Bihor) – masyw górski w Karpatach, stanowiący centralną i najwyższą część Gór Zachodniorumuńskich. Leży w zachodniej Rumunii (w Siedmiogrodzie).
Masyw Bihorski graniczy:
- od północy – granice stanowią potok Bulzu, rejon Piatra Arsă oraz dolina Someșul Cald – Gorącego Samoszu będąca granicą z masywem Vlădeasa;
- od wschodu – granice stanowi linia od potoku Beliș, rejonu polany Urșoaia, potoku Albacu do miejscowości Albaca, następnie doliną Arieș do Câmpeni, która jest granicą z górami masywu Gilău;
- od strony południowo-wschodniej – linia graniczna gór biegnie wzdłuż drogi Câmpeni – Buceș, będącej jednocześnie granicą z górami Trascău;
- od południa – granicę stanowi szczyt Keresz Biały, będący granicą z Rudawami Siedmiogrodzkimi i górami Zarand;
- od zachodu – granica biegnie doliną potoku Dedeșului, przez przełęcz Dealul Mare (Criștilor) oraz doliną Crișu Negru będącą granicą z górami Codru Moma.

Masyw Bihorski dzieli się na dwie główne części. Pierwszą stanowi krystaliczny, połoninny masyw Curcubăta (1848 m n.p.m.), będący jednocześnie najwyższym szczytem Gór Zachodniorumuńskich. Druga charakterystyczna część to krasowy obszar płaskowyżu Padiș, zwany często „królestwem karpackiego krasu”. Na obszarze tym występują wszelkie znane formy krasowe: aweny (studnie krasowe), jaskinie, polja, kotły eworsyjne, ponory. Najbardziej znanymi miejscami płaskowyżu są zapadlisko krasowe Cetățile Ponorului, a także wąwozy Cheile Galbenei, Cheile Someșulului Cald, aweny Avenul Negru, Avenul Acoperit z zalegającym przez cały rok na dnie lodem, jaskinia Ghețarul Focul Viu – Jaskinia Lodowa Żywego Ognia oraz jaskinia Scărișoara leżąca na innym, mniejszym płaskowyżu o tej samej nazwie. Jaskinia Scărișoara mieści 7500 metrów sześciennych lodu i jest udostępniona dla zwiedzających.
Na terenie Masywu Bihorskiego znajduje się park narodowy o powierzchni 73364 ha, chroniący także endemiczne gatunki roślin.